# Bildtafel der Verkehrszeichen in den Niederlanden
Die Bildtafel der Verkehrszeichen in den Niederlanden zeigt eine Auswahl wichtiger Verkehrszeichen der Niederlande. Sie sind im Reglement verkeersregels en verkeerstekens 1990 (RVV 1990) geregelt.

## A: Geschwindigkeitsbeschränkungen

A1: Zulässige Höchstgeschwindigkeit
A2: Ende der zulässigen Höchstgeschwindigkeit
A3: Zulässige Höchstgeschwindigkeit auf einer elektronischen Anzeigetafel
A4: Richtgeschwindigkeit
A5: Ende der Richtgeschwindigkeit

## B: Vorrangzeichen

B1: Vorfahrtstraße
B2: Ende der Vorfahrtstraße
B3: Vorfahrt an der nächsten Kreuzung
B4: Vorfahrt an einer Einmündung von links
B5: Vorfahrt an einer Einmündung von rechts
B6: Vorfahrt gewähren!
B7: Halt! Vorfahrt gewähren!

## C: Verkehrsverbote

C1: Durchfahrtsverbot für Fahrzeuge aller Art
C2: Verbot der Einfahrt für Fahrzeuge aller Art
C3: Einbahnstraße
C4: Einbahnstraße – rechts
C5: Einfahrt erlaubt
C6: Durchfahrtsverbot für Kraftwagen und sonstige mehrspurige Kraftfahrzeuge
C7: Durchfahrtsverbot für Lastkraftwagen (Lkw)
C7a: Durchfahrtsverbot für Kraftomnibusse
C7b: Durchfahrtsverbot für Lastkraftwagen (Lkw) und Kraftomnibusse
C8: Durchfahrtsverbot für Kraftfahrzeuge, deren Höchstgeschwindigkeit unter 25 km/h liegt
C9: Durchfahrtsverbot für Kraftfahrzeuge, deren Höchstgeschwindigkeit unter 25 km/h liegt, Fahrräder, Mopeds
C10: Durchfahrtsverbot für Kraftfahrzeuge mit Anhänger
C11: Durchfahrtsverbot für Krafträder
C12: Durchfahrtsverbot für Kraftfahrzeuge
C13: Durchfahrtsverbot für Mofas, Motorbetriebene Fahrräder oder Motorbetriebene unzulässige Fahrzeuge
C14: Durchfahrtsverbot für Fahrräder
C15: Durchfahrtsverbot für Mofas, Kleinkrafträder und Fahrräder
C16: Durchgangsverbot für Fußgänger
C17: Verbot für Fahrzeuge, deren Länge die Angabe überschreitet
C18: Verbot für Fahrzeuge, deren Breite die Angabe überschreitet
C19: Verbot für Fahrzeuge, deren Höhe die Angabe überschreitet
C20: Verbot für Fahrzeuge, deren Achslast die Angabe überschreitet
C21: Verbot für Fahrzeuge, deren Gewicht die Angabe überschreitet
C22: Verbot für Kraftfahrzeuge mit gefährlichen Gütern
C22a: Verbot für LKW die nicht dem Artikel 86d RVV 1990 genügen (Beginn Umweltzone)
C22b: Ende des Verbotes für LKW die nicht dem Artikel 86d RVV 1990 genügen (Ende Umweltzone)
C23-01: Seitenstreifen befahren
C23-02: Seitenstreifen räumen
C23-03: Seitenstreifen nicht mehr befahren

## D: Vorgeschriebene Fahrtrichtungen

D1: Kreisverkehr
D2: vorgeschriebene Fahrtrichtung – rechts vorbei!
D3: vorgeschriebene Fahrtrichtung – beidseitig vorbei!
D4: vorgeschriebene Fahrtrichtung – geradeaus
D5: vorgeschriebene Fahrtrichtung – rechts
D6: vorgeschriebene Fahrtrichtung – geradeaus und rechts
D7: vorgeschriebene Fahrtrichtung – rechts und links

## E: Parken

E1: Eingeschränktes Haltverbot
E2: Absolutes Haltverbot
E3: Haltverbot für Mofas, Kleinkrafträder und Fahrräder
E4: Parken
E5: Taxenstand
E6: Parken nur für Schwerbehinderte
E7: Parken nur für Lieferverkehr
E8: Parken nur für Personenkraftwagen
E9: Parken nur für Parklizenzinhaber
E10: Beginn einer Parkzone
E11: Ende einer Parkzone
E12: Parken und Reisen
E13: Parken nur für Fahrgemeinschaften

## F: Andere Verbots- oder Beschränkungszeichen

F1: Überholverbot für Kraftfahrzeuge aller Art
F2: Ende des Überholverbots für Kraftfahrzeuge aller Art
F3: Überholverbot für Lastkraftwagen
F4: Ende des Überholverbots für Lastkraftwagen
F5: Dem Gegenverkehr Vorrang gewähren!
F6: Vorrang vor dem Gegenverkehr
F7: Verbot des Wendens
F8: Ende sämtlicher Streckenverbote
F9: Ende sämtlicher Streckenverbote auf einer elektronischen Anzeigetafel
F10: Halt. Das Zeichen kann noch zusätzliche Informationen enthalten durch wen oder warum das Zeichen angewendet wird.
F10: Halt. Zoll.
F11: Streifen für Kraftfahrzeuge, deren Höchstgeschwindigkeit unter 25 km/h liegt
F12: Ende des Streifens für Kraftfahrzeuge, deren Höchstgeschwindigkeit unter 25 km/h liegt
F13: Busfahrstreifen
F14: Ende des Busfahrstreifens
F15: Straßenbahnstreifen
F16: Ende des Straßenbahnstreifens
F17: Bus- und Straßenbahnstreifen
F18: Ende des Bus- und Straßenbahnstreifens
F19: Lkw- und Busfahrstreifen
F20: Ende des Lkw- und Busfahrstreifens
F21: Lkw-Fahrstreifen
F22: Ende des Lkw-Fahrstreifens

## G: Sonderwege

G1: Autobahn
G2: Ende der Autobahn
G3: Kraftfahrstraße
G4: Ende der Kraftfahrstraße
G5: Beginn eines verkehrsberuhigten Bereichs
G6: Ende eines verkehrsberuhigten Bereichs
G7: Gehweg
G8: Ende des Gehweges
G9: Reitweg
G10: Ende des Reitweges
G11: Radweg
G12: Ende des Radweges
G12a: Gemeinsamer Weg für Mofas, Kleinkrafträder und Fahrräder
G12b: Ende des gemeinsamen Weges für Mofas, Kleinkrafträder und Fahrräder
G13: Nicht benutzungspflichtiger Radweg
G14: Ende des nicht benutzungspflichtigen Radweges

## H: Ortstafel

H1: Ortstafel (Vorderseite)
H2: Ortstafel (Rückseite)

## J: Allgemeine Gefahrzeichen

J1: Unebene Fahrbahn
J2: Kurve (rechts)
J3: Kurve (links)
J4: Doppelkurve (zunächst rechts)
J5: Doppelkurve (zunächst links)
J6: Steigung
J7: Gefälle
J8: Gefährliche Kreuzung
J9: Kreisverkehr
J10: Bahnübergang mit Schranken oder Halbschranken
J11: Unbeschrankter Bahnübergang
J12: Bahnübergang mit einem Gleis
J13: Bahnübergang mit zwei oder mehr Gleisen
J14: Straßenbahn (kreuzt)
J15: Bewegliche Brücke
J16: Baustelle
J17: Verengte Fahrbahn
J18: Einseitig (rechts) verengte Fahrbahn
J19: Einseitig (links) verengte Fahrbahn
J20: Schleuder- oder Rutschgefahr bei Nässe oder Schmutz
J21: Kinder
J22: Fußgängerübergang
J23: Fußgänger
J24: Radfahrer
J25: Splitt, Schotter
J26: Ufer
J27: Wildwechsel
J28: Viehtrieb
J29: Gegenverkehr
J30: Flugbetrieb
J31: Seitenwind
J32: Lichtzeichenanlage (Ampel)
J33: Stau
J34: Unfallgefahr
J35: verringerte Sicht durch Schnee, Regen oder Nebel
J36: Schnee- oder Eisglätte
J37: Gefahrstelle
J38: Bremsschwelle
J39: Automatisch versenkbarer Poller, der die Zufahrt zu Straßen und Gebieten regelt

## K: Wegweisung

K1: Entfernungstafel
K2: Ausfahrt von der Autobahn (Ankündigung)
K2: Ausfahrt von der Autobahn
K3: Ausfahrt zu einer Autobahnraststätte
K4: Über der Autobahn befestigte Ankündigung
K4: Über der Autobahn befestigte Ankündigung
K5: Vorwegweiser zur Autobahn
K6: Wegweiser für nicht Autobahnen
K7: Wegweiser Rad- und Mopedfahrer
K8: Wegweiser (mehrfach) für Rad- und Mopedfahrer mit Alternativen Routen (kursiv)
K9: Umleitung auf einen anderen Weg, auf einer Landstraße
K10: Vorwegweiser mit lokalen Orten und Touristenattraktionen
K11: Ankündigung auf einer nicht Autobahn
K12: Wegweiser mit Hinweis auf Lokale Bezirke
K13: Wegweiser mit Lokalen Bezirkeszahlen
K14: Weg für die Beförderung von Gefahrstoffen

## L: Hinweise

L1: Maximale Höhe
L2: Fußgängerübergang
L3a: Straßenbahnhaltestelle/Bushaltestelle
L3b: Bushaltestelle
L3c: Straßenbahnhaltestelle
L4: Einordnen
L5: Ende eines Fahrstreifens
L6: Abgabelung eines Fahrstreifens
L7: Anzahl der Fahrstreifen
L8: Sackgasse
L9: Vorwarnung auf eine Sackgasse
L10: Vorwarnung auf eine Straße mit Durchfahrtsverbot für Kraftfahrzeuge (LKW)
L11: Informationen über Verkleinerung von Fahrstreifen
L12: Informationen über Verkleinerung treffen nur auf den angezeigten Weg zu
L13: Tunnel
L14: Nothalte- und Pannenbucht
L15: Nothalte- und Pannenbucht mit SOS-Fernsprecher
L16: SOS-Fernsprecher
L17: Feuerlöscher
L18: Feuerlöscher mit SOS-Fernsprecher
L19: Notausgang – rechts
L19: Notausgang – links
L20: Ausweichstelle – rechts
L21: Ausweichstelle – links

## Kontraststreifen
Seit dem 29. August 2012 dürfen graphische Elemente in verschiedenen Farben auf den Verkehrsschildern durch einen Kontraststreifen getrennt werden. Weiterhin können die roten Verkehrsschilder am Umriss mit einem weißen Kontraststreifen versehen werden. Ein solcher Kontraststreifen sorgt bei Farbenblinden für eine verbesserte Wahrnehmbarkeit der Verkehrsschilder. Blaue Schilder werden bereits seit Jahren mit einem weißen Rand versehen.

B6: Vorfahrt gewähren! (ohne Kontraststreifen)
B6: Vorfahrt gewähren! (mit Kontraststreifen)
C1: Durchfahrtsverbot für Fahrzeuge aller Art (ohne Kontraststreifen)
C1: Durchfahrtsverbot für Fahrzeuge aller Art (mit Kontraststreifen)
C2: Verbot der Einfahrt für Fahrzeuge aller Art (ohne Kontraststreifen)
C2: Verbot der Einfahrt für Fahrzeuge aller Art (mit Kontraststreifen)
E1: Eingeschränktes Haltverbot (ohne Kontraststreifen)
E1: Eingeschränktes Haltverbot (mit Kontraststreifen)
E2: Absolutes Haltverbot (ohne Kontraststreifen)
E2: Absolutes Haltverbot (mit Kontraststreifen)